# D-2 Narodovolets
Il D-2 Narodovolets (in russo: Д-2 «Народоволец», traducibile all'incirca come: "Populista") è un sommergibile a propulsione diesel-elettrica della classe Dekabrist, battello musealizzato ed esposto a San Pietroburgo; è filiale del Museo navale militare centrale. 

## Storia
Secondo battello della prima serie di sommergibili di produzione sovietica, ispirata a quelli italiani della classe Balilla dei quali si erano ottenute le cianografie, il Narodovolets è stato Impostato sugli scali del cantiere navale dell'allora Leningrado (odierna San Pietroburgo), il 5 marzo 1927. 
Varato il 19 maggio 1929 è entrato ufficialmente in servizio l'11 ottobre 1931; dopo aver preso parte alla grande guerra patriottica, che lo ha visto protagonista di numerosi affondamenti, è stato declassato nel 1946 a battello scuola per i sommergibilisti, ruolo che ha mantenuto sino al 1955. 
Posto in riserva, è stato infine radiato il 5 marzo 1987; trasformato in sommergibile museo nel 1993, ha ufficialmente aperto al pubblico il 2 settembre 1994.